# Lijst van burgemeesters van Vlijmen
Dit is een lijst van burgemeesters van de voormalige Nederlandse gemeente Vlijmen van de splitsing van de gemeente Vlijmen en Engelen in de gemeente Vlijmen en de gemeente Engelen in 1821 totdat de gemeente Vlijmen op 1 januari 1997 opging in de gemeente Heusden.
| Ambtsperiode | Naam burgemeester                          | Partij of stroming | Bijzonderheden |
| ------------ | ------------------------------------------ | ------------------ | -------------- |
| ??           | ??                                         |                    |                |
| 1822 - 1850  | Willem Mommersteeg                         |                    |                |
| 1850 - 1868  | J. (Johannes/Jan) van Heesbeen (1799-1868) |                    |                |
| 1868 - 1877  | J.A. Corman                                |                    |                |
| 1877 - 1907  | P.A. (Petrus Arnoldus) Zwaans (1841-1920)  |                    |                |
| 1907 - 1942  | Gerard (G.R.) van der Ven                  |                    |                |
| 1942 - 1944? | G.A.A.M. Jacob                             | NSB                |                |
| 1944? - 1946 | Gerard (G.R.) van der Ven                  |                    |                |
| 1946 - 1957  | J.J.W. van Hout                            |                    |                |
| 1958 - 1961  | Mr. Jan (J.H.W.A.) Hoefnagel               |                    |                |
| 1962 - 1977  | Mr. Leo (L.M.N.) Schweitzer                | KVP                |                |
| 1977 - 1990  | Jan (J.G.C.) van Greunsven                 | KVP / CDA          |                |
| 1990 - 1997  | Ben (B.J.) Straatsma                       | PvdA               |                |